# ガエサタエ
ガエサタエ (ラテン語:Gaesatae ギリシャ語:Γαισάται)は、ガリア・トランサルピナのローヌ川流域に居住していたガリア人の戦闘集団で、紀元前225年テラモンの戦いで共和政ローマと戦った。
ギリシャ人の歴史家ポリュビオスによると、彼らの名は「傭兵」を意味するといい、逐語訳では「投げ槍や槍で武装したもの」 （ガリア語の gaison は槍、投げやり。ラテン語でgaesum）で、古アイルランド語の gaisced （武具）から来る gaiscedach （チャンピオン、武装したもの）にも通じ、その語源は gáe （槍、投げ槍）である。彼らは中世アイルランドにおいて、土地を持たない若者たちがどこの王国にも属さずに運営していた小さな戦闘集団 fiannaと非常によく似ている。
ポリュビオスによると、ガリア・キサルピナのボイイ族とインスブレス族は、元来ガリア人の土地であったピケナムにローマ人たちが入植してきたことに反感を募らせ、コンコリタヌスとアネロエステスに率いられていたガエサタエに莫大な報酬を払って呼び寄せ、ローマに反旗を翻した。ガリア軍はローマ軍を打ち破りローマへと迫ったものの、執政官ルキウス・アエミリウス・パピリウスが軍団と共に到着すると、アネロエステスは戦利品を抱えての撤退を決めた。パピリウスは追撃し、もう一人の執政官ガイウス・アティリウス・レグルスはエトルリアのテラモン（現在のタラモネ）に先回りして撤退を阻止した（テラモンの戦い）。
ポリュビオスはガエサタエの戦闘スタイルについて、他の部族のようにズボンと軽い外套を纏うことを嫌い、前線でも裸で戦ったと記録している。彼らには自信があり、また服がイバラに引っかかるのを嫌ったからだという。 ディオドロスもまた、ガリア人の一部は崇拝する自然の加護を信じて裸で戦ったと記録している。 鍛え上げられたその肉体と、トランペットや雄叫びによる威嚇にローマ人は威圧されたが、その小さな盾ではローマ軍のピルムを防ぐことはできず、ガエサタエは抑え込まれ部族連合は大敗した。 コンコリタヌスは捕らえられ、アネロエステスは辛うじて逃れたものの自決した。
紀元前222年、ガエサタエは再度雇われたものの、ガリア軍はインスブレス族の勢力圏であったクラスティディウムでローマ騎兵に敗れた。
プルタルコスによると、マルケルスの時には三万のガエサタエがアルプスを越え、そのうち一万がクラスティディウムの戦いに参加したという。